# Cobra 12 – Az új csapat
A Cobra 12 – Az új csapat (németül: Alarm für Cobra 11 - Einsatz für Team 2) egy német televíziós sorozat, a Cobra 11 spinoffja. Magyarországon  2005. január 22-ével kezdték el vetíteni.
A sorozat első epizódjában a Cobra 11 párosa, Tom és Semir súlyos autóbalesetet szenved ezért az autópálya rendőrség kénytelen egy új csapatot felállítani. A vegyes páros Susan és Frank stílusa merőben eltér az elődeikétől.
| Szerep           | Színész           | Magyarhang         |
| ---------------- | ----------------- | ------------------ |
| Susan            | Julia Stinshoff   | Kisfalvi Krisztina |
| Frank            | Hendrik Duryn     | Czvetkó Sándor     |
| Anna Engelhardt  | Charlotte Schwab  | Bessenyei Emma     |
| Dieter Bonrath   | Gottfried Vollmer | Garai Róbert       |
| Horst Herzberger | Dietmar Huhn      | Teizi Gyula        |

## Epizódlista

### Első évad
1. A halál hídján (dupla epizód) (2003. április 17.)
2. Gyilkos álmok  (2003. április 24.)
3. Zsarulesen (2003. május 8.)
4. Nyom nélkül (2003. május 15.)
5. A kis szemtanú (2003. május 22.)

### Második évad
1. Szemet szemért (2005. október 27.)
2. Féktelen kapzsiság (2005. november 3.)
3. A zsákmány szaga (2005. november 10.)
4. Rablószerelem (2005. november 17.)
5. Egy robbanékony ügy (2005. december 2.)
6. A koronatanú (2005. december 8.)